# Dendrocolaptes hoffmannsi
El trepatroncos de Hoffmann o trepador de Hoffmann (Dendrocolaptes hoffmannsi) es una especie de ave paseriforme de la familia Furnariidae, subfamilia Dendrocolaptinae, perteneciente al género Dendrocolaptes. Es endémica del sur de la cuenca del Amazonas en Brasil.

## Distribución y hábitat
Se distribuye en el sur de la Amazonia brasileña, al sur del río Amazonas, desde el río Madeira hacia el este hasta el río Tapajós y sus cabeceras al río Juruena, hacia el sur por lo menos hasta Rondônia y suroeste de Mato Grosso (los límites sureños no están claros).
Esta especie es considerada poco común en su hábitat natural: el sotobosque de selvas húmedas de terra firme hasta los 300 metros de altitud.

## Estado de conservación
El trepatroncos de Hoffmann ha sido calificado como vulnerable por la Unión Internacional para la Conservación de la Naturaleza (IUCN) debido a la sospecha de que, con base en modelos de futura deforestación de la cuenca amazónica y su dependencia de bosques primarios, su población, todavía no cuantificada, irá a decaer rápidamente a lo largo de las próximas tres generaciones.

## Sistemática

### Descripción original
La especie D. hoffmannsi fue descrita por primera vez por el ornitólogo austríaco Carl Edward Hellmayr en 1909 bajo el mismo nombre científico; su localidad tipo es: «Calama, Río Madeira, Rondônia, Brasil».

### Etimología
El nombre genérico masculino «Dendrocolaptes» deriva del griego «δενδροκολαπτης dendrokolaptēs» que significa “pájaro que pica los árboles”, que se compone de las palabras «δενδρον dendron» que significa ‘árbol’ y «κολαπτω kolaptō» que significa ‘picar’; y el nombre de la especie «hoffmannsi», conmemora al recolector alemán en Perú y Brasil Wilhelm Hoffmanns (1865-1909).

### Taxonomía
Es pariente próxima a Dendrocolaptes picumnus (algunas veces fue tratada como conespecífica) y a D. platyrostris, siendo similar a ambas en las características vocales y comportamentales; un estudio genético encontró que las tres forman un grupo monofilético, con poca diferencia genética entre ellas, son necesarios más estudios para justificar el rango de especies de estos taxones. Es monotípica.